# Bernhard Völger
Bernhard Völger (* 23. Oktober 1961 in Tegernsee) ist ein deutscher Synchronsprecher, Dialogbuchautor und Dialogregisseur. Er ist der Sohn von Werner Völger und der Vater von Till Völger.

## Karriere
Bernhard Völger ist bereits seit mehreren Jahren als Synchronsprecher tätig. Zu seinen ersten Rollen gehörten die des Azdak aus Stargate – Kommando SG-1 und die des Avatar Gamma aus Charmed – Zauberhafte Hexen. Er etablierte sich mittlerweile als gut besetzter Sprecher, so kann man ihn in Cartoons wie Camp Lazlo und Katzekratz hören, aber auch in Blockbustern, beispielsweise in der Spider-Man Trilogie als Hoffman und in WALL·E als Roboter M-O, aber auch in den Filmen zur Erfolgsserie Detektiv Conan übernahm er Rollen. Völger ist zudem die Standardstimme der US-amerikanischen Schauspieler Ted Raimi, Marlon Wayans und Spike Jonze. Außerdem lieh er Jamel Debbouze sowie Naoki Tatsuta seine Stimme in mehreren Filmen.
In Deutschland ist Völger vor allem durch die Synchronisation mehrerer Anime bekannt. In der Komödie Zombie-Loan sprach er Cho, in der Shōnen-Serie Dragon Ball Z Oolong und in der Seinen-Action-Serie Black Lagoon synchronisierte er Chin. In Crayon Shin-Chan übernahm er die Rolle des Grundschülers Cosmo. Ab 2010 lieh er dem Butler Sebastian Michaelis aus Black Butler seine Stimme. Das Dialogbuch zu Black Butler stammt ebenfalls von Völger.
Sein Sohn Till Völger ist ebenfalls in der Synchronbranche tätig.

## Sprechrollen (Auswahl)
Jamel Debbouze
- 2002: Asterix & Obelix: Mission Kleopatra als Numerobis
- 2008: Asterix bei den Olympischen Spielen als Numerobis

Spike Jonze
- 2002: Jackass: The Movie als Spike Jonze
- 2006: Jackass: Nummer Zwei als Spike Jonze
- 2010: Jackass 3D als Spike Jonze

Ted Raimi
- 2002: Spider-Man als Hoffman
- 2004: Spider-Man 2 als Hoffman
- 2007: Spider-Man 3 als Hoffman

Marlon Wayans
- 2000: Scary Movie als Shorty Meeks
- 2001: Scary Movie 2 als Shorty Meeks
- 2004: Ladykillers als Gawain McSam
- 2009: Dance Flick – Der allerletzte Tanzfilm als Mr. Moody
- 2013: Ghost Movie als Malcolm Johnson
- 2013: Taffe Mädels als Levy

### Filme
- 1986–2015: Dragon Ball Z–Filmreihe als Oolong (Naoki Tatsuta)
- 1997: Detektiv Conan – der tickende Wolkenkratzer als Kouhei Okamoto (Shun Tanigawa)
- 2000: Detektiv Conan – der Killer in ihren Augen als Kyosuke Kazato (Kazuhiko Inoue)
- 2000: Erin Brockovich als Scott (Jamie Harrold)
- 2000: X-Men als Henry Gyrich (Matthew Sharp)
- 2002: 40 Tage und 40 Nächte als Neil (Terry Chen)
- 2003: Detektiv Conan – Die Kreuzung des Labyrinths als Shuntaro Mizuo (Kōji Yusa)
- 2004: Cutie Honey als Seiji Hayami (Jun Murakami)
- 2006: Mission: Impossible III als Kevin (Greg Grunberg)
- 2007: Tokyo Marble Chocolate als Yamada (Yūichi Nakamura)
- 2008: WALL·E – Der Letzte räumt die Erde auf als M-O (Ben Burtt)
- 2008: Lauschangriff – My Mom’s New Boyfriend als Agent Randle (Aki Avni)
- 2009: Der fantastische Mr. Fox als Hase (Mario Batali)
- 2009: Detektiv Conan – der nachtschwarze Jäger als Misao Yamamura (Toshio Furukawa)
- 2009: Die nackte Wahrheit als Jim (Kevin Connolly)
- 2010: Alice im Wunderland als Frosch
- 2010: Barbie: Modezauber in Paris als Taxifahrer (Charles Fathy)
- 2010: Barbie und das Geheimnis von Oceana als Remo (Alistair Abell)
- 2010: Detektiv Conan – das verlorene Schiff im Himmel als Tadayoshi Uno (Kaneomi Oya)
- 2010: Dinner für Spinner als Lewis der Ventriloquist (Jeff Dunham)
- 2010: Ich – Einfach unverbesserlich als Carnival Barker (Jack McBrayer)
- 2010: Piranha 3D als Andrew (Paul Scheer)
- 2010: Robin Hood als Will Scarlett (Scott Grimes)
- 2010: Mrs. Miracle 2 – Ein zauberhaftes Weihnachtsfest als Vater (Keith MacKechnie)
- 2011: Die Hexen von Oz als Cop (Frank Martinelli)
- 2011: Green Lantern als Avra (Mitchell Whitfield)
- 2011: Rango als Ezekiel (Vincent Kartheiser)
- 2012: Pitch Perfect als Finals-Moderator (Jabari Thomas)
- 2013: Curse of Chucky als Officer Stanton (Adam Hurtig)
- 2013: Voll abgezockt als Ken Talbott (Matthew Burke)
- 2014: 96 Hours – Taken 3 als Smith (Dylan Bruno)
- 2014: Black Butler als Sebastian Michaelis (Hiro Mizushima)
- 2015: Mune － Der Wächter des Mondes als Glims Vater (Jonathan Love)
- 2017: Black Butler: Book of the Atlantic als Sebastian Michaelis (Daisuke Ono)
- 2018: 22. Juli als Geir Lippestad (Jon Øigarden)
- 2019: Jumanji: The Next Level als Nigel (Rhys Darby)
- 2022: Minions – Auf der Suche nach dem Mini-Boss als Handlanger #1 (Jimmy O. Yang)
- 2023: Der Super Mario Bros. Film als Cranky Kong (Fred Armisen)
- 2023: Missing als Kevin Lin für Ken Leung

### Serien
- 1996: Alle unter einem Dach als Waldo Faldo (Shawn Harrison)
- 2000: Digimon als Sukamon
- 2002: Crayon Shin-Chan als Cosmo (Mari Mashiba)
- 2002: Digimon Tamers als Guilmon / Growlmon / WarGrowlmon / Gallantmon (Masako Nozawa)
- 2002: Sex and the City als Garth (Joey Kern)
- 2002–2005: Yukikaze als Itoh
- 2003: Crossing Jordan – Pathologin mit Profil als Officer John Hardwick (Scott Michael Campbell)
- 2003: Malcolm mittendrin als Wheeler (David Burke)
- 2003–2011: Scrubs – Die Anfänger als Dr. Doug Murphy (Johnny Kastl)
- 2004: Das Bildnis der Petit Cossette als Michio Hisamoto (Shinnosuke Furumoto)
- 2004: MegaMan NT Warrior als Count Zap (Colin Murdock)
- 2004: CSI: Miami als Parker Boyd (Eddie Jemison)
- 2004–2005: Crush Gear Turbo als Crush Don
- 2004–2006, seit 2018: Detektiv Conan als Misao Yamamura
- 2004–2009: CSI: Den Tätern auf der Spur als Jeffrey Sinclair (Erik Jensen)
- 2005: Charmed – Zauberhafte Hexen als Avatar Gamma (Ian Anthony Dale)
- 2005–2006: Planetes als Sanji (Hiroyuki Shibamoto)
- 2005–2006: Super Kickers 2006 – Captain Tsubasa als Reporter
- 2005–2015: Dora als Swiper
- 2006: Eureka Seven als Hap (Tarou Yamaguchi)
- 2006: Utawarerumono als Suonkasu (Takayuki Kondou)
- 2006–2007: Katzekratz als Waffle (Kevin McDonald)
- 2006–2008: Camp Lazlo als Lazlo (Carlos Alazraqui)
- 2006–2009: Alle hassen Chris als Manny (J. B. Smoove)
- seit 2006: American Dad als Reginald (Erik Durbin)
- 2007: Paranoia Agent als Mitsuhiro Maniwa (Toshihiko Seki)
- 2007: Texhnolyze als Kaku
- 2007: Charmed – Zauberhafte Hexen als Dämon (JD Cullum)
- 2007: Desperate Housewives als Phil Lopez (Marco Sanchez)
- 2007–2008: Black Lagoon als Chin (Shuuetsu Tookaichi)
- 2008–2010: Black Butler als Sebastian Michaelis (Daisuke Ono)
- 2009: Zombie-Loan als Cho (Kousuke Okano)
- 2009: Burn Notice als Jake Miller (Scott Michael Campbell)
- 2009: Skins – Hautnah als John (Sam Alexander)
- 2009–2010: Ehe ist… als Kenny (J. B. Smoove)
- 2009/2012: True Blood als Mack Rattray (James Parks)
- 2009–2013: Chuck als Morgan Grimes (Joshua Gomez)
- 2009–2019: The Big Bang Theory als Stuart Bloom (Kevin Sussman)
- 2010: Criminal Minds als Jonathan Simmons (Michael Kelly)
- 2010: CSI: Miami als Phillip Hale (Scott Michael Campbell)
- 2010: CSI: NY als Junior Mosley (Evan Jones)
- 2010: Dr. House als Jay (David Monahan)
- 2010: Gossip Girl als Rick Rhodes (Andrew McCarthy)
- 2011: Bones – Die Knochenjägerin als Gary Nesbitt (Scott Michael Campbell)
- 2011–2013: Ninjago als Nuckal (Brian Drummond)
- 2011–2013: Glee als Burt Hummel (Mike O’Malley)
- 2011–2012/2015–2017: Supernatural als Luzifer (Mark Pellegrino)
- 2013–2016: Willkommen in Gravity Falls als Blender Blendin (Justin Roiland)
- 2013–2017: Girls als Laird (Jon Glaser)
- 2013–2014: Die Biene Maja als Rufus
- 2014: Black Butler II als Sebastian Michaelis (Daisuke Ono)
- 2014–2020: BoJack Horseman als Mr. Peanutbutter (Paul F. Tompkins)
- 2014–2020: Henry Danger als Schwoz Schwartz (Michael D. Cohen)
- 2014–2022: The Walking Dead als  Dr. Eugene Porter (Josh McDermitt)
- 2015: Heidi als Sebastian
- 2015: One Tree Hill als Grubbs (Mike Grubbs)
- ab 2016: Black Butler III als Sebastian Michaelis (Daisuke Ono)
- ab 2018: Bluey als Bandit Heeler
- ab 2018: Big City Greens als Chip Pfeifer (Paul Scheer)[1]
- 2020: BNA – Brand New Animal als Shirou Ogami
- 2020: Und jetzt: Die Muppets! als Gonzo (Dave Goelz)
- 2020–2024: Danger Force als Schwoz Schwartz (Michael D. Cohen)
- 2021: Hawkeye als Derek Bishop (Brian d’Arcy James)
- 2021 Squid Game als Maskierter Instrukteur
- 2023: Dreamzzz als Maskierter Held (Giles Panton)

### Videospiele
- Moorhuhn – Tiger and Chicken als Meister Tschi-Ken
- Watchdogs – diverse Gangster